# 캐서린 패터슨

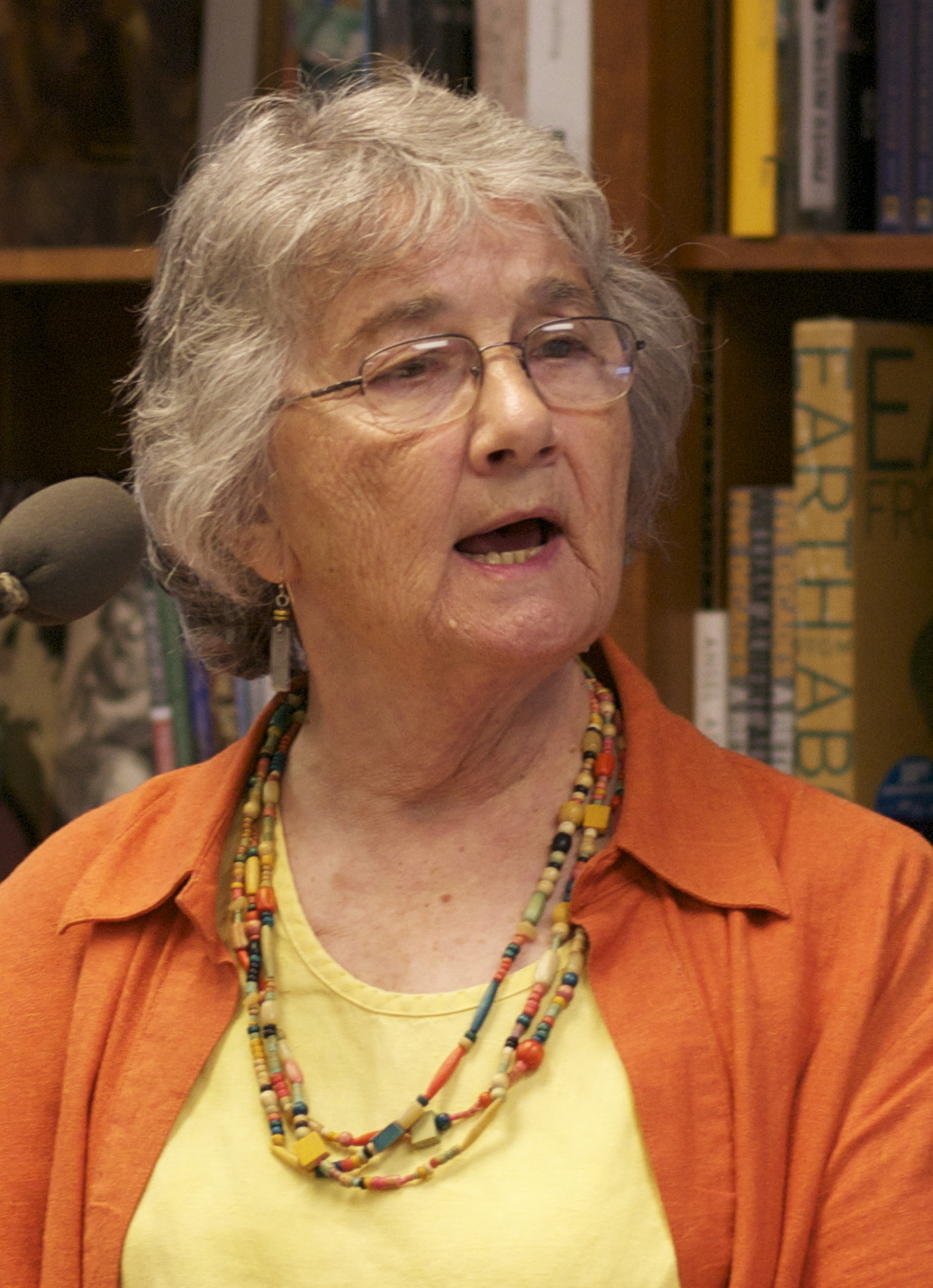

캐서린 패터슨(Katherine Womelsdorf Paterson, 1932년 10월 31일 ~ )은 미국의 아동문학 작가이다.